# Epidemiologija shizofrenije
| ██ no data ██ ≤ 185 ██ 185–197 ██ 197–207 ██ 207–218 ██ 218–229 ██ 229–240 | ██ 240–251 ██ 251–262 ██ 262–273 ██ 273–284 ██ 284–295 ██ ≥ 295 |

Shizofrenija je duševna bolest koju karakteriziraju psihoza, anhedonija i zaravnjeni afekt te je najteži psihički poremećaj glede liječenja. Epidemiologija shizofrenije tiče se raspodjele oboljenja po zemljopisnim, društvenim i biološkim skupinama. Shizofrenija pogađa oko 24 milijuna osoba diljem svijeta.
Premda se često navodi kako su stope oboljelih slične diljem planeta, shizofrenija se ne pojavljuje jednako svugdje, a postoje i razlike kada su u pitanju same države.

## Spol i dob
Shizofrenija se češće dijagnosticira muškarcima, pojavljujući se ranije u muškoj populaciji. »Dječja shizofrenija« (pedijatrijski tip) katkad se pojavljuje.

## Po regijama
»Teret shizofrenije« najveći je diljem Oceanije, na Bliskome istoku i u istočnoj Aziji, dok Australija, Japan i većina europskih država imaju niži broj slučajeva. U društvima tolerantnima prema shizotipnim crtama ličnosti prognoza je bolesti bolja.